# Гинци
Гинци е село в Западна България. То се намира в Община Годеч, Софийска област.

## География
Село Гинци се намира в Западна Стара планина. През него минава пътят от София за прохода Петрохан, село Бързия и Берковица. През селото тече река Нишава, която извира северозападно от него близо до връх Ком и достига до Сърбия. Интересен факт е, че през горещите летни месеци водата в реката се губи и се появява в по-долната част на течението. На североизток от селото е връх Тодорини кукли, а на югозапад – връх Вучи баба (част от Видлич). Селото се намира на 57 km от столицата София.
Гинци е най-дългото село в България – то се простира на цели 15 km дължина. Къщите и вилите са разположени над пътя, на голяма височина по оградните възвишения.
Селото се отличава се с изключително красива природа, чист въздух, както и живописни местности, в които са пръснати спретнати къщички.
С десетките пещери разположени наоколо, Гинци е първи обект в програмата на всеки спелеолог – професионалист или любител.
Поради изключителните природни забележителности, Гинци е интересна туристическа дестинация, близо до София, но и в сърцето на Балкана.
Въпреки сериозния процес на обезлюдяване и все по-масовата урбанизация, Гинци е най-голямото село на територията на община Годеч.

## История
За първи път Гинци се споменава в османо-турски документи от средата на 16 век, въпреки че селото е доста по-старо, исторически доказано от църквата „Свети Николай“, построена още 14 век. В регистър от това време се споменава, че село Гинче има 13 домакинства, двама неженени жители и една вдовица, а приходът от него възлиза на 1675 акчета.
Според местни предания през времето на турското робство, селото е разполагало с особен статут. Тъй като Гинци е единственото селище в района на Петроханския проход, за турчин е било изключително опасно да замръкне. Ако го е сторел, то е трябвало да си плаща, за да бъде в безопасност.
Традиционен занаят на гинчани е каменоделството, което е известно в региона и се развива в специфичен гински стил в изработката на оброчни и надгробни каменни кръстове.

## Земеделие и животновъдство
- Основно в Гинци се отглеждат картофи, тикви, сливи, лук, грах и зелен фасул, като производството е за собствена консумация.
- Застъпен е добивът на планински плодове – малини, къпини, боровинки.
- В околностите на селото растат редица гъби. Най-разспространени са челядинките, ливадната и горската печурка, сърнелата, гълъбката, масловката и манатарката. Особено ценена от местните е майската гъба, която те наричат Игришник.
- В животновъдството са застъпени издръжливи породи, главно овци, кози, свине. Повечето гинчани продават овче кисело мляко и сирене, с което си осигуряват допълнителни средства за поминък.

## Религии
- 100% от населението на селото са православни християни.

## Обществени институции
- Кметство на село Гинци
- Библиотека

## Телекомуникации
- На територията на село Гинци оперират 3 телефонни оператора – Telenor, A1, Vivacom.
- В селото са достъпни 3 телевизионни оператора- Bulsatcom, A1 и Vivacom.
- Интернетът в района е достъпен чрез 3 мобилни мрежи, 2 сателитни оператора, както и чрез радио мрежа Спийд БГ.
- Телекомуникационните връзки са изцяло цифрови.

## Културни и природни забележителности
- Църква „Свети Николай“, построена през 14 век и все още функционираща.
- В района на селото се намират четири пещери.[4]
- В землището на Гинци са туристическите хижи „Малина“ и „Петрохан“.
- Особено интересна е местността Високи камък, с която местните свързват легендата за извънземни пришълци.
- Платото Сухая, намиращо се високо над селото. Платото е известно с това, че на три метра разстояние звукът се разсейва и се губи.

## Кухня
- Местните твърдят, че качеството на овче кисело мляко, което се прави в селото, се дължи на разнообразието от билки.
- В селото високо се цени вареното прясно овче мляко със сол – Овченик. Обикновено местните го комбинират с качамак и свинско месо.
- Като традиционен поминък в Гинци, картофите са предпочитана добавка към всяко ястие.
- Местната лютеница представлява комбинация от варени картофи, запържен лук и печени чушки.
- Гинчани ценят вкусовите качества на майската гъба, която в този край се нарича игришник. От нея те приготвят супа с ориз.

## Напитки
- В селото се намира фабрика за производство на водка и мастика Doctors.
- Домашното производство на сливова и ябълкова ракия е широко застъпено.

## Търговия и туризъм
- В селото работят 2 магазина, заведение с българска кухня на централния площад, както и хотелски комплекс и ресторант, разположени на бреговете на река Нишава. В Гинци можете да се насладите на истинска балканска пъстърва, благодарение на двата рибарника, които работят целогодишно.

## Други
На Гинци е наречена улица в квартал „Хаджи Димитър“ в София (Карта).

## Снимки от село Гинци
- Късна есен
- Късна есен
- Петрохан Язовир
- Красотата на река Нишава
- Изглед от местността Високи Камък
- Чешма в махала Селище
- Пътят към местността Високи Камък
- Параклис в село Гинци
- Пролетен пейзаж
- Центърът на Гинци (2005 г.)
- Покрайнините на Гинци
- Централната улица на Гинци по продължение на Ломско шосе
- Местна дребна търговия с кисело мляко, сирене и сувенири
- Рибен ресторант и етнокомплекс в с. Гинци